# Pizzo della Pieve
Il Pizzo della Pieve è una montagna situata nelle Alpi Orobie, in Lombardia, con un'altitudine di 2.257 metri sul livello del mare. Fa parte della provincia di Bergamo e si trova nella Valle Brembana.

## Geografia
Il Pizzo della Pieve si trova nella parte occidentale delle Alpi Orobie ed è parte integrante del paesaggio montuoso della Valle Brembana. La montagna domina i paesaggi circostanti e offre panorami spettacolari verso la Valle Seriana e le cime circostanti.

## Accessi
Il Pizzo della Pieve è accessibile tramite diversi sentieri escursionistici che partono dai paesi vicini, come San Pellegrino Terme e Piazzatorre. La via più frequentata è il sentiero che attraversa i pascoli dell'alta valle, conducendo alla vetta con un dislivello significativo ma senza particolari difficoltà tecniche.

## Ambiente
L'area è caratterizzata da una flora e fauna tipica delle Alpi Orobie, con estese praterie alpine e la presenza di specie come lo stambecco, il camoscio e l'aquila reale. La vetta è una meta ambita per gli escursionisti e per gli appassionati di fotografia paesaggistica.

## Attività
Il Pizzo della Pieve è una destinazione popolare per:
- Escursionismo: sentieri ben segnalati che conducono alla vetta.
- Fotografia naturalistica: viste panoramiche e paesaggi mozzafiato.
- Scialpinismo: durante la stagione invernale, la montagna è meta di appassionati di sci alpinismo.